# 7299 Indiawadkins
A 7299 Indiawadkins (ideiglenes jelöléssel 1992 WZ5) a Naprendszer kisbolygóövében található aszteroida. Eleanor F. Helin fedezte fel 1992. november 21-én.